# Sapeur télégraphiste
Pour les articles homonymes, voir Radiotélégraphiste.
Le sapeur télégraphiste est un militaire du Génie.

## Historique
Les sapeurs télégraphiques répondent à l'impérieux besoin militaire de la transmission de l'information. Les premiers télégraphistes engagés dans des conflits ont été ceux de l'administration du télégraphe Chappe, avec en particulier ceux ayant œuvré lors de la Guerre de Crimée.
Le télégraphe électrique a pris la suite du télégraphe optique, suivi ensuite de la téléphonie.
Avant la création de l'Arme des Transmissions, le Génie avait à charge de former et gérer les spécialistes de la téléphonie et de la télégraphie militaire.
Ainsi durant la Première Guerre mondiale, le 8e Régiment du Génie mit sur pieds des unités de sapeurs téléphonistes et sapeurs télégraphistes, devenant par là même un précurseur de l'Arme des Transmissions.
Le 8e RG et le 10e bataillon du 18e RG qui sont à l'origine de l'Arme des Transmissions.
Le 8e Régiment de Transmissions à Suresnes (Mont-Valérien) en est d'ailleurs l'héritier.